# Arcidiecéze Aparecida
Arcidiecéze Aparecida je římskokatolická arcidiecéze nacházející se v Brazílii.

## Území
Arcidiecéze zahrnuje území měst Aparecida, Guaratinguetá, Lagoinha, Potim a Roseira ve spolkovém státu São Paulo.
Biskupský sídlem je město Aparecida, kde se nachází hlavní chrám, bazilika Panny Marie z Aparecidy.

### Církevní provincie
Církevní provincie zahrnuje 4 sufragánní diecéze:
- diecéze Caraguatatuba
- diecéze Lorena
- diecéze São José dos Campos
- diecéze Taubaté

## Historie
Arcidiecéze byla zřízena 19. dubna 1958 bulou Sacrorum Antistitum papeže Pia XII. z části území arcidiecéze São Paulo a diecéze Taubaté.

## Seznam metropolitních arcibiskupů
- - Carlos Carmelo de Vasconcelos Motta (1958–1964) apoštolský administrátor
- Carlos Carmelo de Vasconcelos Motta (1964–1982)
- Geraldo María de Morais Penido (1982–1995)
- Aloísio Lorscheider, O.F.M. (1995–2004)
- Raymundo Damasceno Assis (2004–2016)
- Orlando Brandes (od 2016)